# 广西鼠李
广西鼠李（学名：Rhamnus kwangsiensis）为鼠李科鼠李属下的一个种。

## 扩展阅读
- 維基物種上的相關：广西鼠李